# (52558) Pigafetta
(52558) Pigafetta ist ein Asteroid des Hauptgürtels, der am 27. März 1997 vom italienischen Astronomen Vincenzo Silvano Casulli am Osservatorio Colleverde di Guidonia (IAU-Code 596) in Guidonia Montecelio in der italienischen Region Latium entdeckt wurde.
Der Asteroid wurde am 12. Januar 2017 nach dem italienischen  Entdeckungsreisenden und Schriftsteller Antonio Pigafetta (* vor 1492; † nach 1524) benannt, der vor allem als Chronist der ersten Erdumseglung unter Ferdinand Magellan und Juan Sebastián Elcano bekannt wurde.